# Polygala capillaris
Polygala capillaris är en jungfrulinsväxtart. Polygala capillaris ingår i släktet jungfrulinssläktet, och familjen jungfrulinsväxter.

## Underarter
Arten delas in i följande underarter:
- P. c. capillaris
- P. c. perrottetiana